# Pratt & Whitney Canada JT15D

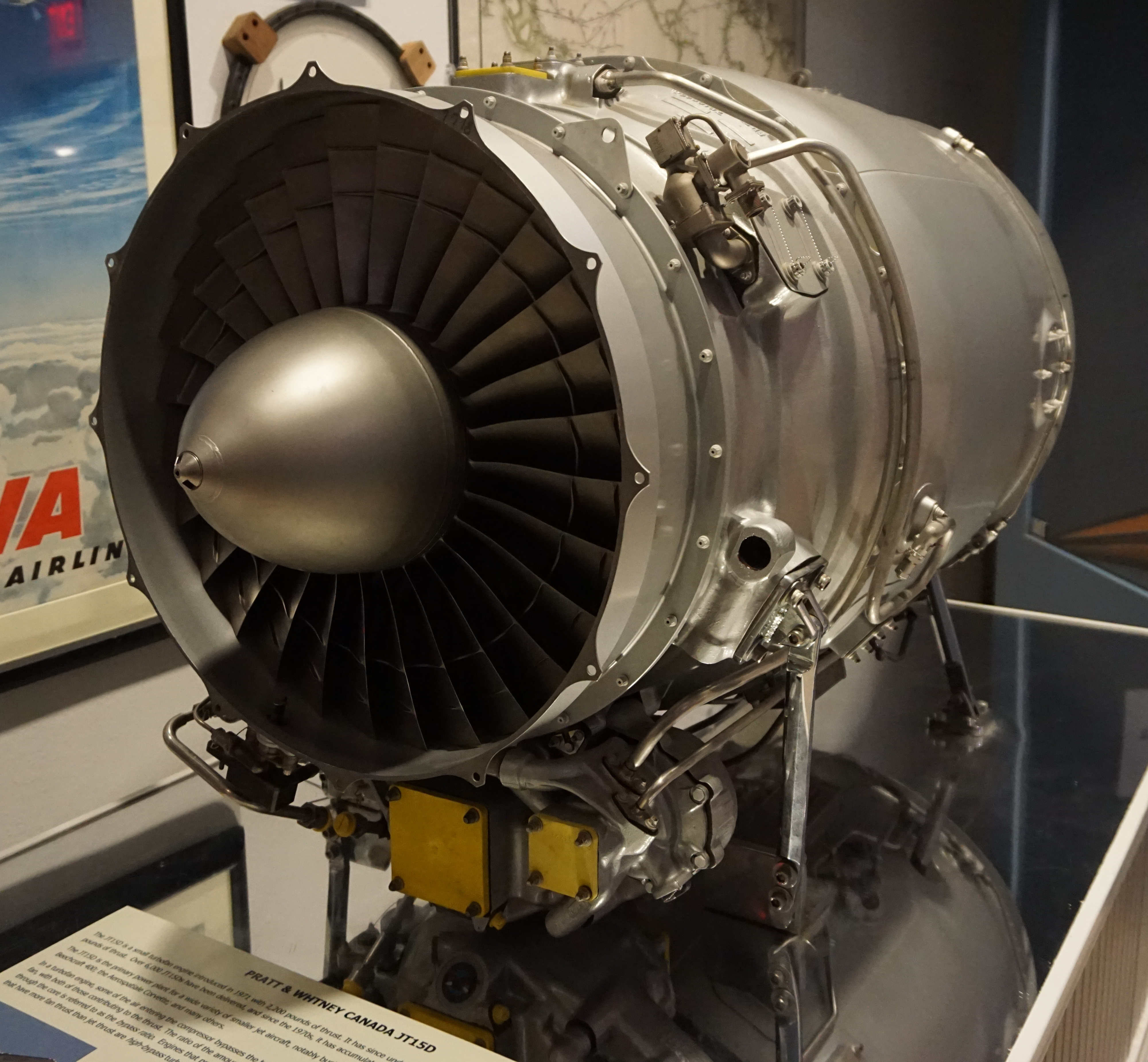
Pratt & Whitney Canada JT15D

De Pratt & Whitney Canada JT15D is een turbofan motor, sinds de jaren 70 van de 20e eeuw gemaakt door Pratt & Whitney Canada. De motor wordt vooral gebruikt in zakelijke vliegtuigen en militaire trainingstoestellen. Er zijn 17 versies uitgebracht.

## Vliegtuigen met JT15D
De verschillende versies van de JT15D zijn onder andere gebruikt in de volgende vliegtuigen:
- Aérospatiale Corvette
- Boeing Bird of Prey
- Cessna Citation I[2]
- Cessna Citation II[3]
- Cessna Citation V/Ultra
- EADS Barracuda
- Honda MH02
- Northrop Grumman X-47A Pegasus[4]
- Raytheon T-1 Jayhawk
- Rockwell Ranger 2000
- Scaled Composites 401[5]
- Scaled Composites ARES
- SIAI-Marchetti S.211[6]
- Sport Jet II
- Stratos 716X